# Sydney Goldstein
Sydney Goldstein   (Kingston upon Hull, 3 de desembre de 1903 - Belmont, 22 de gener de 1989) va ser un matemàtic jueu anglès.

## Vida i Obra
Goldstein, que es va quedar orfe als tretze anys, va se educat a la Bede's Collegiate School de Sunderland (Tyne i Wear). El 1921 va començar a estudiar matemàtiques a la universitat de Leeds, però l'any següent la va deixar per continuar els estudis a la universitat de Cambridge, on va obtenir el doctorat el 1928. El curs següent va ampliar estudis a la universitat de Göttingen. En retornar a Anglaterra el 1929, va ser professor de la universitat de Manchester i de la de Cambridge, fins que el 1939, en començar la Segona Guerra Mundial, va començar a treballar al comitè d'aeronàutica del Laboratori Nacional de Física del Regne Unit, investigant en la teoria de la capa límit. El 1945, acabada la guerra, va ser nomenat catedràtic a Manchester, però el 1950 va acceptar una plaça a lInstitut Tecnològic d'Israel - Technion, on va col·laborar en la creació de la facultat d'enginyeria aeroespacial. Finalment, el 1955, va acceptar una càetdra de la universitat Harvard en la qual va romandre fins a la seva retirada el 1970, quedant-se a viure a Belmont (Massachusetts), on va morir el 1989.
Goldstein va ser un influent expert en dinàmica de fluids, molt conegut pels seus treballs sobre el flux constant laminar a la capa límit i sobre la resistència turbulenta a la rotació d’un disc en un fluid. També son importants els seus treballs d'aerodinàmica. Goldstein va publicar dos llibres: Modern Developments in Fluid Dynamics (dos volums, 1938) i Lectures on fluid mechanics (1960), a més d'una setantena d'articles científics a revistes especialitzades.